# Bahía de Corrientes
Bahía de Corrientes är en vik i Kuba.   Den ligger i provinsen Provincia de Pinar del Río, i den västra delen av landet, 270 km sydväst om huvudstaden Havanna.